# Charles Billinghurst

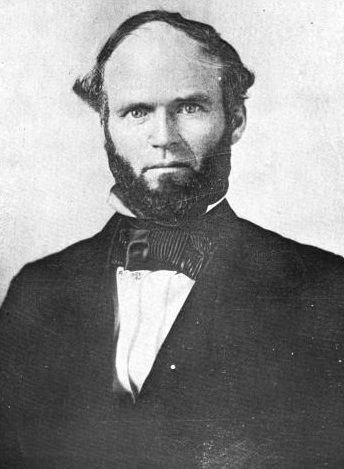
Charles Billinghurst

Charles Billinghurst (* 27. Juli 1818 in Brighton, Franklin County, New York; † 18. August 1865 in Juneau, Wisconsin) war ein US-amerikanischer Politiker. Zwischen 1855 und 1859 vertrat er den Bundesstaat Wisconsin im US-Repräsentantenhaus.

## Werdegang
Charles Billinghurst besuchte die öffentlichen Schulen seiner Heimat. Nach einem anschließenden Jurastudium und seiner im Jahr 1847 erfolgten Zulassung als Rechtsanwalt begann er in Rochester in seinem neuen Beruf zu arbeiten. Im gleichen Jahr zog er nach Juneau im Wisconsin-Territorium, wo er ebenfalls als Anwalt praktizierte. Politisch wurde Billinghurst damals Mitglied der Demokratischen Partei. Nach der Aufnahme Wisconsins in die Union wurde er im Jahr 1848 in die State Assembly gewählt. Bei den Präsidentschaftswahlen 1852 war er einer der demokratischen Wahlmänner, die Franklin Pierce offiziell zum Präsidenten wählten. Danach wandte er sich von der Demokratischen Partei ab und schloss sich der Opposition Party an. Später wurde er Mitglied der 1854 gegründeten Republikanischen Partei.
Bei den Kongresswahlen des Jahres 1854 wurde er im dritten Wahlbezirk von Wisconsin in das US-Repräsentantenhaus in Washington, D.C. gewählt, wo er am 3. März 1855 die Nachfolge von John B. Macy antrat. Nach einer Wiederwahl im Jahr 1856 konnte er bis zum 3. März 1859 zwei Legislaturperioden im Kongress absolvieren. Diese waren von den Diskussionen im Vorfeld des Bürgerkriegs geprägt. Bei den Wahlen des Jahres 1858 unterlag Billinghurst dem Demokraten Charles H. Larrabee.
In den folgenden Jahren bis zu seinem Tod im August 1865 praktizierte Charles Billinghurst wieder als Anwalt.